# Rete tranviaria di Algeri
La rete tranviaria di Algeri è la rete tranviaria che serve Algeri, la capitale dell'Algeria. È composta da una linea di 23,2 km, con 38 stazioni che collegano il quartiere Ruisseau al quartiere Dergana (Bordj El Bahri).
La prima tratta di 7,2 km, situata a est della capitale e che collega Bordj El Kiffan alla Cité Mokhtar Zerhouni, è entrata in funzione l'8 maggio 2011. È stata poi prolungata il 15 giugno 2012 fino alla stazione multimodale di Fusillés, nel centro della città (comune di Kouba), fornendo un'interconnessione con la metropolitana di Algeri e con la funivia del palazzo della Cultura. Il 22 aprile 2014 è stata inaugurata un'ulteriore sezione che estende la linea da Bordj El Kiffan, a est, fino a Café Chergui, mentre il 14 giugno 2015 è stato aperto al pubblico un prolungamento di sei stazioni aggiuntive fino a Dergana.
La tranvia di Algeri è gestita dalla Société d'exploitation des tramways (SETRAM), che è diventata una società interamente algerina il 21 marzo 2023 in seguito all'acquisto delle azioni di RATP Dev, una filiale del gruppo RATP.

## Storia

### La prima rete
In passato, Algeri aveva diverse reti tranviarie. La prima rete fu assegnata nel 1898 alla Société des tramways algériens, una filiale della società Thomson-Houston (da cui nacque la futura Alstom); serviva la parte superiore della città di Mustapha.
Un'altra rete, in concessione alla Société des chemins de fer sur route d'Algérie (CFRA), andava da Bab El Oued a El Harrach e passava anche per Bab Azzoun e Belouizdad.
Una terza rete, comprendente una sola linea, fu assegnata alla Société anonyme des Tramways et Messageries du Sahel.
La modalità tranviaria fu abbandonata nel settembre 1959.

### Il ritorno del tram
La cerimonia di posa della prima pietra della moderna tranvia si è svolta il 5 luglio 2006, alla presenza del Presidente algerino Abdelaziz Bouteflika. Il progetto è stato lanciato e finanziato dal governo algerino.
Il Ministero dei Trasporti ha delegato la gestione del progetto all'Entreprise Métro d'Alger (EMA), assistita da Systra e RATP Dev. L'appalto è stato vinto dal consorzio internazionale Mediterail, composto dalla francese Alstom per il sistema di trasporto e dall'italiana Todini e dall'algerina ETRHB Haddad per l'ingegneria civile, a scapito di un consorzio guidato dalla tedesca Siemens. Il contratto tra EMA e Mediterail, del valore di circa 356 milioni di euro, è stato firmato il 29 giugno 2006.
La prima fase del progetto tranviario comprendeva una linea di 16,2 km tra Les Fusillés e Bordj El Kiffan, per una popolazione di 500.000 abitanti. L'inaugurazione, inizialmente prevista per il 2009 e più volte rinviata, è avvenuta l'8 maggio 2011 per il primo tratto di 7,2 km tra Bordj El Kiffan e Cité Mokhtar Zerhouni, e il 15 giugno 2012 per il prolungamento di 9 km fino alla stazione multimodale di Les Fusillés, nel centro della città.
Le principali difficoltà incontrate durante la fase di costruzione hanno riguardato le procedure di esproprio e la deviazione delle reti idriche, elettriche, del gas e telefoniche.
Il 22 aprile 2014, una sezione aggiuntiva di 4,2 km e 5 stazioni a est di Bordj El Kiffan e di 5 stazioni a est di Bordj El Kiffan, che estende la linea fino a Café Chergui, è stata inaugurata alla presenza del Ministro dei Trasporti algerino, Amar Ghoul. La lunghezza totale della linea è così arrivata a 20,4 km e 32 stazioni.

## Materiale rotabile
La tranvia di Algeri è dotata di 48 convogli Alstom Citadis 402 costruiti da Alstom. Sette di questi sono stati messi in servizio durante il prolungamento da Bordj el Kiffan a est fino a Café Chergui il 22 aprile 2014. I treni sono lunghi circa 42 metri e sono dotati di aria condizionata e vetri oscurati, oltre a un sistema di informazione per i passeggeri in arabo e francese. Il design a pianale ribassato garantisce l'accessibilità per le persone a mobilità ridotta. Il design estetico è stato creato dall'agenzia RCP Design Global per il concept generale, i tessuti, gli ambienti interni e i rivestimenti esterni dei treni. La livrea dei treni è personalizzata in colorazioni blu e bianco.